# 大野インターチェンジ (広島県)
大野インターチェンジ（おおのインターチェンジ）は、広島県廿日市市大野滝ノ下にある広島岩国道路のインターチェンジである。岩国方面から宮島へ向かうときの最寄りICである。

## 歴史
- 1987年（昭和62年）12月10日：廿日市JCT - 大野IC間開通に伴い、供用開始[2]。
- 1990年（平成2年）11月27日：大野IC - 大竹IC間開通[2]。

## 周辺
- 厳島（宮島）

## 接続する道路
- 広島県道289号栗谷大野線

## 隣
E2 広島岩国道路
(32-1)廿日市IC - (32)廿日市JCT - (32-2)大野IC - (32-3)大竹IC